# ويليام بيلنغز
ويليام بيلنغز (بالإنجليزية: William Billings) هو ملحن أمريكي، ولد في 7 أكتوبر 1746 في بوسطن في الولايات المتحدة، وتوفي بنفس المكان في 26 سبتمبر 1800.

## وصلات خارجية
- ويليام بيلنغز على موقع الموسوعة البريطانية (الإنجليزية)
- ويليام بيلنغز على موقع ميوزك برينز (الإنجليزية)
- ويليام بيلنغز على موقع ديسكوغز (الإنجليزية)